# Caius Marius (i. e. 82)
Caius Marius (?, Kr. e. 109 k. – Praeneste, Kr. e. 82) római politikus, a hasonló nevű híres hadvezér, Marius adoptált fia volt.
Származása bizonytalan, Appianosz egy helyen Marius unokaöccsének nevezi. Gyermekkoráról is kevés információval rendelkezünk, annyi azonban biztos, hogy Kr. e. 88-ban, amikor Sulla elfoglalta Rómát, nevelőapjával együtt menekült, de útjaik szétváltak, és Afrikába hajózott, hogy Numidia királyát, Hiempsalt a saját oldalukra állítsa. Az uralkodó azonban jobbnak látta a senatusnak engedelmeskedni, így a haza ellenségének fia csak a numida király egyik vele szerelembe esett ágyasa segítségével tudott megmenekülni.
A számos viszontagságon keresztülmenő Marius ekkortájt kötött ki Karthágóban, de a helytartó elfogatóparancsa hatására megtört, és majdnem feladta magát. Fia épp időben érkezett, hogy kimenekítse a hajóra, és átkeljenek Circei szigetére az őket kereső numidiai lovasság elől. Lucius Cornelius Cinna Kr. e. 87-es lázadása hírére tértek vissza Itáliába.
Apja Kr. e. 86-ban, alig 18 nappal hetedik consulságának megkezdése után elhunyt, és az ifjabb Marius méltó utódjának bizonyult, legalábbis a politikai ellenfelek elleni véres harcban. Kr. e. 83-ban a VI. Mithridatész pontoszi király elleni háborúból hazatért Sulla, és egészen Campaniáig nyomult. A következő évre Cnaeus Papirius Carbo kollégájaként a 27 éves Mariust tették meg consulnak, aki Latium határára vonult hadaival.
A döntő ütközetre Sacriportus mellett került sor, amelynek során az ifjabb Marius megsemmisítő vereséget szenvedett. Hadserege maradékával a erődváros, Praeneste falai mögé vette be magát, ahova előzőleg a Capitolium kincseit menekítette ki. A Róma felé siető Sulla Lucretius Opellára bízta az ostrom folytatását, a bosszúért lihegő Marius azonban utasításokat küldött a fővárosba Lucius Junius Brutus Damasippus praetornak, hogy végeztesse ki a senatus számos ellenzéki tagját, így Mucius Scaevola pontifex maximust is.
Miután Sulla döntő győzelmet aratott a Collina-kapunál a fővárosban, az itt elesett Pontius Telesinus fivérével együtt Marius menekülni kezdett egy föld alatt húzódó alagútban. Tervükre fény derült, és ekkor véget vetettek egymás életének. Más források szerint a nagy hadvezér fogadott fia önkezével vetett véget az életének, illetve rabszolgáját bízta meg a feladattal. Fejét ellenfele színe elé szállíttatta, és fiatal korára célozva megjegyezte, hogy az evezőknél kellett volna szolgálnia, mielőtt kormányozni kezdte a bárkát. Halála után vette fel először – még nem hivatalosan – Sulla a Felix (boldog, szerencsés) melléknevet.